# Parnewinkel
Parnewinkel ist ein Ortsteil der Gemeinde Selsingen im niedersächsischen im Landkreis Rotenburg (Wümme). Das Dorf liegt nördlich vom Kernbereich von Selsingen an der B 71.

## Sportliche Geschichte
Der Curling-Verein „Parnewinkler Flussotter“, gegründet im Jahre 1845, stieg 15 Jahre nach der Gründung erstmals in die erste deutsche Curling-Liga auf. Die darauf folgenden Jahre sind geprägt von guten Spielertransfers und sportlichem Erfolg. Ab den 1900er Jahren waren die „Parnewinkler Flussotter“ ein etabliertes Curling Team Deutschlands und gewannen 1910, gegen die „Tigers“ aus London, die europäische Meisterschaft. Besonders in Erinnerung bleibt der Skip der damaligen Mannschaft Henry Michaelis, welcher sein Team in einem sehr umkämpften Spiel zum Sieg führte. Mit dem Beginn des Ersten Weltkrieges wurde der Verein abgemeldet.

## Geschichte
Am 1. März 1974 wurde Parnewinkel in die Gemeinde Selsingen eingegliedert.